# ایسپولکوم
کمیته اجرایی شورای کارگران و سربازان پتروگراد که اغلب با نام اختصاری ایسپولکوم شناخته می‌شود، بالاترین مرجع تصمیم گیرنده در شورای پتروگراد بود. این کمیته نقش مهم و سرنوشت‌سازی را در روزهای انقلاب روسیه در جنگ قدرت با دولت موقت بازی کرد و به یکی از عوامل کلیدی در سرنگون کردن دولت موقت و پیروزی انقلاب اکتبر تبدیل شد. ایسپولکوم بعد از استقرار دولت بلشویکی به فرمان لنین منحل شد.
ایسپولکوم در تاریخ بیشتر از همه برای فرمان اجرایی شماره یک شناخته می‌شود که در آن تمام نیروهای نظامی روسیه را ملزم به سرپیچی از دستورات وزارت جنگ دولت موقت و اطاعت از شورای پتروگراد می‌کرد. این فرمان باعث شد تا شورای پتروگراد از ابتدای شکل‌گیری با دولت موقت در حالت تخاصم باشد. سوسیالیست‌های شورای پتروگراد که همگی در ایسپولکوم نماینده داشتند به افسران ارتش به‌خاطر عقاید محافظه‌کار و وفاداری احتمالی به تزار شک داشتند و نمی‌خواستند که کنترل نیروهای نظامی دست این افسران ضدانقلابی باشد. سوسیالیست‌های شورا با صدور فرمان شماره یک موفق شدند که از کودتای افسران، بازگشت تزار و سرنگونی شوراها جلوگیری کنند.

## تاریخچه
اوضاع اقتصادی مردم روسیه از اواخر ۱۹۱۶ رو به وخامت شدید گذاشت و افزایش تلفات در جبهه جنگ نیز مزید بر علت شد تا نارضایتی‌ها علیه رژیم تزاری روسیه به اوج خود برسد. تزار و همسرش اما هیچ اهمیتی به مشکلات مردم نمی‌دادند و بر ادامه وضع موجود تأکید می‌کردند.
در روز ۲۲ فوریه ۱۹۱۷ تزار تصمیم گرفت که از جبهه جنگ بازدید کند و از پایتخت خارج شد. در روز بعد یعنی ۲۳ فوریه (به سبک جدید: ۸ مارس) اعتراضات فراگیری به مناسبت روز جهانی زنان انجام شد و این اعتراضات با خشونت سرکوب شد. سرکوب اعتراضات روز زن باعث خشم مردم و شعله‌ور شدن اعتراضات در شهرهای بزرگ روسیه شد تا سرانجام در ۲۷ فوریه اعتراضات فراگیر در پتروگراد به آغاز انقلاب فوریه منجر شد. تزار نیکولای دوم در ۲ مارس ۱۹۱۷ در پسکوف از مقامش کناره‌گیری کرد و دوران روسیه تزاری به پایان رسید.
در روز اول مارس، دومای روسیه با انتصاب دولت موقت روسیه به رهبری گئورگی لووف موافقت کرد. کارگران و سربازان پتروگراد نیز در همان روز شورای پتروگراد را بنیان‌گذاری کردند. شورای پتروگراد دارای هزاران عضو بود و جلسات عمومی شورا اغلب با بی‌نظمی همراه بود. در واکنش به بی‌نظمی جلسات عمومی، روشنفکرها و فعالان سیاسی بلندپایه سوسیالیست شورای پتروگراد کمیته اجرایی شورا (ایسپولکوم) را تأسیس نمودند که تصمیمات اساسی شورا در آن گرفته می‌شد. رئیس ایسپولکوم درواقع همان رئیس شورای پتروگراد بود.
همه احزابی که در شورای پتروگراد حضور داشتند، ۳ نماینده در ایسپولکوم داشتند. ایسپولکوم به سرعت شروع به صدور فرامین انقلابی بدون هماهنگی با دولت موقت کرد. اولین فرمان شورا که به نام فرمان اجرایی شماره یک مشهور است با هدف جلوگیری از کودتای ضدانقلابی توسط افسران محافظه‌کار صادر شد. ژوزف استالین که در آن زمان چندان شناخته‌شده نبود یکی از نمایندگان بلشویک‌ها در ایسپولکوم بود.
بعد از انقلاب اکتبر، بلشویک‌ها تحت رهبری لنین ایسپولکوم شورای پتروگراد را منحل کردند و یک ایسپولکوم دست نشانده که همه اعضای آن عضو یا طرفدار بلشویک‌ها بودند را جایگزین آن کردند. پس از آنکه بلشویک‌ها در اوایل ۱۹۱۸ پایتخت را از پتروگراد به مسکو منتقل کردند، شورای پتروگراد و کمیته اجرایی (ایسپولکوم) آن نیز اهمیت سیاسی خود را از دست دادند و از آن به بعد شورای پتروگراد به جز شورای شهر پتروگراد قدرت دیگری نداشت.